# Liste des mammifères en Finlande

Carte topographique de la Finlande.

Localisation de la Finlande en Europe.

Cette liste commentée recense la mammalofaune en Finlande. Elle répertorie les espèces de mammifères finlandais actuels et celles qui ont été récemment classifiées comme éteintes (à partir de l'Holocène, depuis donc 11 700 ans av. J.‑C.). Cette liste comporte 86 espèces réparties en neuf ordres et 25 familles, dont une est « en danger critique d'extinction », deux sont « vulnérables », cinq sont « quasi menacées » et une a des « données insuffisantes » pour être classée (selon les critères de la liste rouge de l'UICN au niveau mondial).
Elle contient au moins treize espèces introduites sur ce territoire, qui sont plus ou moins bien acclimatées. Il peut contenir aussi dans cette liste des animaux non reconnus par la liste rouge de l'UICN (aucun mammifère ici) et ils sont classés en « non évalué » : cela étant dû notamment au manque de données et à des espèces domestiques, disparues ou éteintes avant le XVIe siècle. Il n'existe pas en Finlande d'espèces de mammifères endémiques. Comme sous-espèces endémiques, il y a Pusa hispida saimensis (en), qui est une population relique du Phoque annelé de l'ère glaciaire.

## Statuts de la liste rouge de l'UICN
Les statuts de conservation utilisés par la liste rouge de l'UICN mondiale sont :
| (EX) | Éteint                  | Il n'y a pas le moindre doute sur le fait que le dernier spécimen recensé est mort.                                                                   |
| (EW) | Éteint à l'état sauvage | L'espèce est connue uniquement en captivité ou en tant que population naturalisée bien en dehors de son ancienne aire de répartition.                 |
| (CR) | En danger critique      | L'espèce risque prochainement de s'éteindre à l'état sauvage.                                                                                         |
| (EN) | En danger               | L'espèce fait face à un très gros risque d'extinction à l'état sauvage.                                                                               |
| (VU) | Vulnérable              | L'espèce fait face à un gros risque d'extinction à l'état sauvage.                                                                                    |
| (NT) | Quasi menacé            | L'espèce ne satisfait pas un ou plusieurs des critères prévus qui permettraient de la catégoriser, mais pourrait risquer de s'éteindre dans le futur. |
| (LC) | Préoccupation mineure   | Il n'y a pas de risque identifiable pour l'espèce. |
| (DD) | Données insuffisantes   | Il n'y a pas d'information adéquate qui permettraient de faire une évaluation des risques pour cette espèce.                                          |
| (NE) | Non évalué              | L'espèce n'a pas encore été confrontée aux critères précédents, n'est pas reconnue par l'UICN ou bien s'est éteinte avant le XVIe siècle.             |

## Ordre:Primates

### Famille:Hominidés
| Nom binominal, nom vulgaire et citation d'auteurs | Nom vulgaire finnois (langue officielle de la Finlande) | Origine et statut en Finlande | Aire de répartition                    | Statut UICN mondial | Image         |
| ------------------------------------------------- | ------------------------------------------------------- | ----------------------------- | -------------------------------------- | ------------------- | ------------- |
| Homo sapiens (Homme moderne) Linnaeus, 1758       | Ihminen                                                 | Autochtone,                   | Aire de répartition de l'Homme moderne | [ 2 ]               | Homme moderne |

## Ordre:Lagomorphes

### Famille:Léporidés
| Nom binominal, nom vulgaire et citation d'auteurs         | Nom vulgaire finnois (langue officielle de la Finlande) | Origine et statut en Finlande | Aire de répartition                     | Statut UICN mondial | Image            |
| --------------------------------------------------------- | ------------------------------------------------------- | ----------------------------- | --------------------------------------- | ------------------- | ---------------- |
| Lepus europaeus (Lièvre d'Europe) Pallas, 1778            | Rusakko                                                 | Autochtone                    | Aire de répartition du Lièvre d'Europe  | [ 3 ]               | Lièvre d'Europe  |
| Lepus timidus (Lièvre variable) Linnaeus, 1758            | Metsäjänis                                              | Autochtone                    | Aire de répartition du Lièvre variable  | [ 4 ]               | Lièvre variable  |
| Oryctolagus cuniculus (Lapin de garenne) (Linnaeus, 1758) | Kaniini                                                 | Allochtone (Introduit),       | Aire de répartition du Lapin de garenne | [ 6 ]               | Lapin de garenne |

## Ordre:Rodentiens

### Famille:Castoridés
| Nom binominal, nom vulgaire et citation d'auteurs | Nom vulgaire finnois (langue officielle de la Finlande) | Origine et statut en Finlande | Aire de répartition                     | Statut UICN mondial | Image            |
| ------------------------------------------------- | ------------------------------------------------------- | ----------------------------- | --------------------------------------- | ------------------- | ---------------- |
| Castor canadensis (Castor du Canada) Kuhl, 1820   | Kanadanmajava                                           | Allochtone (Introduit)        | Aire de répartition du Castor du Canada | [ 7 ]               | Castor du Canada |
| Castor fiber (Castor d'Eurasie) Linnaeus, 1758    | Euroopanmajava                                          | Autochtone (Réintroduit),     | Aire de répartition du Castor d'Eurasie | [ 8 ]               | Castor d'Eurasie |

### Famille:Dipodidés
| Nom binominal, nom vulgaire et citation d'auteurs      | Nom vulgaire finnois (langue officielle de la Finlande) | Origine et statut en Finlande | Aire de répartition                            | Statut UICN mondial | Image                |
| ------------------------------------------------------ | ------------------------------------------------------- | ----------------------------- | ---------------------------------------------- | ------------------- | -------------------- |
| Sicista betulina (Siciste des bouleaux) (Pallas, 1779) | Koivuhiiri                                              | Autochtone                    | Aire de répartition de la Siciste des bouleaux | [ 9 ]               | Siciste des bouleaux |

### Famille:Cricétidés
| Nom binominal, nom vulgaire et citation d'auteurs           | Nom vulgaire finnois (langue officielle de la Finlande) | Origine et statut en Finlande | Aire de répartition                           | Statut UICN mondial | Image                  |
| ----------------------------------------------------------- | ------------------------------------------------------- | ----------------------------- | --------------------------------------------- | ------------------- | ---------------------- |
| Arvicola amphibius (Campagnol terrestre) (Linnaeus, 1758)   | Vesimyyrä                                               | Autochtone                    | Aire de répartition du Campagnol terrestre    | [ 10 ]              | Campagnol terrestre    |
| Microtus oeconomus (Campagnol nordique) (Pallas, 1776)      | Lapinmyyrä                                              | Autochtone                    | Illustration manquante                        | [ 11 ]              | Campagnol nordique     |
| Microtus agrestis (Campagnol agreste) (Linnaeus, 1761)      | Peltomyyrä                                              | Autochtone                    | Aire de répartition du Campagnol agreste      | [ 12 ]              | Campagnol agreste      |
| Microtus arvalis (Campagnol des champs) (Pallas, 1778)      | Kenttämyyrä                                             | Autochtone                    | Aire de répartition du Campagnol des champs   | [ 13 ]              | Campagnol des champs   |
| Microtus levis (Campagnol d'Ondrias) Miller, 1908           | Idänkenttämyyrä                                         | Autochtone                    | Illustration manquante                        | [ 14 ]              | Campagnol d'Ondrias    |
| Lemmus lemmus (Lemming des toundras) (Linnaeus, 1758)       | Tunturisopuli                                           | Autochtone                    | Aire de répartition du Lemming des toundras   | [ 15 ]              | Lemming des toundras   |
| Myopus schisticolor (Lemming de forêt) (Lilljeborg, 1844)   | Metsäsopuli                                             | Autochtone                    | Aire de répartition du Lemming de forêt       | [ 16 ]              | Lemming de forêt       |
| Myodes glareolus (Campagnol roussâtre) Schreber, 1780       | Metsämyyrä                                              | Autochtone                    | Aire de répartition du Campagnol roussâtre    | [ 17 ]              | Campagnol roussâtre    |
| Myodes rufocanus (Campagnol de Sundevall) (Sundevall, 1846) | Harmaakuvemyyrä                                         | Autochtone                    | Aire de répartition du Campagnol de Sundevall | [ 18 ]              | Campagnol de Sundevall |
| Myodes rutilus (Campagnol boréal) (Pallas, 1779)            | Punamyyrä                                               | Autochtone                    | Aire de répartition du Campagnol boréal       | [ 19 ]              | Campagnol boréal       |
| Ondatra zibethicus (Rat musqué) (Linnaeus, 1766)            | Piisami                                                 | Allochtone (Introduit)        | Aire de répartition du Rat musqué             | [ 20 ]              | Rat musqué             |

### Famille:Muridés
| Nom binominal, nom vulgaire et citation d'auteurs       | Nom vulgaire finnois (langue officielle de la Finlande) | Origine et statut en Finlande         | Aire de répartition                     | Statut UICN mondial | Image            |
| ------------------------------------------------------- | ------------------------------------------------------- | ------------------------------------- | --------------------------------------- | ------------------- | ---------------- |
| Apodemus agrarius (Mulot rayé) (Pallas, 1771)           | Peltohiiri                                              | Autochtone                            | Illustration manquante                  | [ 21 ]              | Mulot rayé       |
| Apodemus flavicollis (Mulot à collier) (Melchior, 1834) | Metsähiiri                                              | Autochtone                            | Aire de répartition du Mulot à collier  | [ 22 ]              | Mulot à collier  |
| Micromys minutus (Rat des moissons) (Pallas, 1771)      | Vaivaishiiri                                            | Autochtone                            | Aire de répartition du Rat des moissons | [ 23 ]              | Rat des moissons |
| Mus musculus (Souris grise) Linnaeus, 1758              | Kotihiiri                                               | Allochtone (Introduit),               | Aire de répartition de la Souris grise  | [ 24 ]              | Souris grise     |
| Rattus norvegicus (Rat surmulot) (Berkenhout, 1769)     | Isorotta                                                | Allochtone (Introduit)                | Aire de répartition du Rat surmulot     | [ 26 ]              | Rat surmulot     |
| Rattus rattus (Rat noir) (Linnaeus, 1758)               | Mustarotta                                              | Allochtone (Peut-être non acclimaté), | Aire de répartition du Rat noir         | [ 28 ]              | Rat noir         |

### Famille:Gliridés
| Nom binominal, nom vulgaire et citation d'auteurs | Nom vulgaire finnois (langue officielle de la Finlande) | Origine et statut en Finlande | Aire de répartition                 | Statut UICN mondial | Image        |
| ------------------------------------------------- | ------------------------------------------------------- | ----------------------------- | ----------------------------------- | ------------------- | ------------ |
| Eliomys quercinus (Lérot commun) (Linnaeus, 1766) | Tammihiiri                                              | Autochtone (Disparu),         | Aire de répartition du Lérot commun | [ 30 ]              | Lérot commun |

### Famille:Sciuridés
| Nom binominal, nom vulgaire et citation d'auteurs        | Nom vulgaire finnois (langue officielle de la Finlande) | Origine et statut en Finlande | Aire de répartition                          | Statut UICN mondial | Image                 |
| -------------------------------------------------------- | ------------------------------------------------------- | ----------------------------- | -------------------------------------------- | ------------------- | --------------------- |
| Pteromys volans (Polatouche de Sibérie) (Linnaeus, 1758) | Liito-orava                                             | Autochtone                    | Aire de répartition du Polatouche de Sibérie | [ 31 ]              | Polatouche de Sibérie |
| Sciurus vulgaris (Écureuil roux) Linnaeus, 1758          | Orava                                                   | Autochtone                    | Aire de répartition de l'Écureuil roux       | [ 32 ]              | Écureuil roux         |

## Ordre:Érinacéomorphes

### Famille:Érinacéidés
| Nom binominal, nom vulgaire et citation d'auteurs                  | Nom vulgaire finnois (langue officielle de la Finlande) | Origine et statut en Finlande | Aire de répartition                                  | Statut UICN mondial | Image                         |
| ------------------------------------------------------------------ | ------------------------------------------------------- | ----------------------------- | ---------------------------------------------------- | ------------------- | ----------------------------- |
| Erinaceus europaeus (Hérisson d'Europe occidentale) Linnaeus, 1758 | Siili                                                   | Allochtone (Introduit)        | Aire de répartition du Hérisson d'Europe occidentale | [ 34 ]              | Hérisson d'Europe occidentale |

## Ordre:Soricomorphes

### Famille:Soricidés
| Nom binominal, nom vulgaire et citation d'auteurs      | Nom vulgaire finnois (langue officielle de la Finlande) | Origine et statut en Finlande | Aire de répartition                           | Statut UICN mondial | Image                  |
| ------------------------------------------------------ | ------------------------------------------------------- | ----------------------------- | --------------------------------------------- | ------------------- | ---------------------- |
| Neomys fodiens (Crossope aquatique) (Pennant, 1771)    | Vesipäästäinen                                          | Autochtone                    | Aire de répartition de la Crossope aquatique  | [ 35 ]              | Crossope aquatique     |
| Sorex araneus (Musaraigne carrelet) Linnaeus, 1758     | Metsäpäästäinen                                         | Autochtone                    | Aire de répartition de la Musaraigne carrelet | [ 36 ]              | Musaraigne carrelet    |
| Sorex caecutiens (Musaraigne masquée) Laxmann, 1788    | Idänpäästäinen                                          | Autochtone                    | Aire de répartition de la Musaraigne masquée  | [ 37 ]              | Musaraigne masquée     |
| Sorex isodon (Musaraigne sombre) Turov, 1924           | Mustapäästäinen                                         | Autochtone                    | Aire de répartition de la Musaraigne sombre   | [ 38 ]              | Illustration manquante |
| Sorex minutissimus (Musaraigne naine) Zimmermann, 1780 | Kääpiöpäästäinen                                        | Autochtone                    | Aire de répartition de la Musaraigne naine    | [ 39 ]              | Musaraigne naine       |
| Sorex minutus (Musaraigne pygmée) Linnaeus, 1766       | Vaivaispäästäinen                                       | Autochtone                    | Aire de répartition de la Musaraigne pygmée   | [ 40 ]              | Musaraigne pygmée      |

### Famille:Talpidés
| Nom binominal, nom vulgaire et citation d'auteurs | Nom vulgaire finnois (langue officielle de la Finlande) | Origine et statut en Finlande | Aire de répartition                      | Statut UICN mondial | Image          |
| ------------------------------------------------- | ------------------------------------------------------- | ----------------------------- | ---------------------------------------- | ------------------- | -------------- |
| Talpa europaea (Taupe d'Europe) Linnaeus, 1758    | Kontiainen                                              | Autochtone                    | Aire de répartition de la Taupe d'Europe | [ 41 ]              | Taupe d'Europe |

## Ordre:Chiroptères

### Famille:Vespertilionidés
| Nom binominal, nom vulgaire et citation d'auteurs                             | Nom vulgaire finnois (langue officielle de la Finlande) | Origine et statut en Finlande | Aire de répartition                                | Statut UICN mondial | Image                    |
| ----------------------------------------------------------------------------- | ------------------------------------------------------- | ----------------------------- | -------------------------------------------------- | ------------------- | ------------------------ |
| Myotis brandtii (Murin de Brandt) (Eversmann, 1845)                           | Isoviiksisiippa                                         | Autochtone                    | Aire de répartition du Murin de Brandt             | [ 42 ]              | Murin de Brandt          |
| Myotis dasycneme (Murin des marais) (Boie, 1825)                              | Lampisiippa                                             | Peut-être autochtone,         | Aire de répartition du Murin des marais            | [ 44 ]              | Murin des marais         |
| Myotis daubentonii (Murin de Daubenton) (Kuhl, 1817)                          | Vesisiippa                                              | Autochtone                    | Aire de répartition du Murin de Daubenton          | [ 45 ]              | Murin de Daubenton       |
| Myotis mystacinus (Murin à moustaches) (Kuhl, 1817)                           | Viiksisiippa                                            | Autochtone                    | Aire de répartition du Murin à moustaches          | [ 46 ]              | Murin à moustaches       |
| Myotis nattereri (Murin de Natterer) (Kuhl, 1817)                             | Ripsisiippa                                             | Autochtone                    | Aire de répartition du Murin de Natterer           | [ 47 ]              | Murin de Natterer        |
| Eptesicus nilssonii (Sérotine de Nilsson) (Keyserling & Blasius, 1839)        | Pohjanlepakko                                           | Autochtone                    | Aire de répartition de la Sérotine de Nilsson      | [ 48 ]              | Sérotine de Nilsson      |
| Eptesicus serotinus (Sérotine commune) (Schreber, 1774)                       | Etelänlepakko                                           | Peut-être autochtone          | Aire de répartition de la Sérotine commune         | [ 49 ]              | Sérotine commune         |
| Nyctalus noctula (Noctule commune) (Schreber, 1774)                           | Isolepakko                                              | Autochtone                    | Aire de répartition de la Noctule commune          | [ 50 ]              | Noctule commune          |
| Pipistrellus nathusii (Pipistrelle de Nathusius) (Keyserling & Blasius, 1839) | Pikkulepakko                                            | Autochtone                    | Aire de répartition de la Pipistrelle de Nathusius | [ 51 ]              | Pipistrelle de Nathusius |
| Pipistrellus pipistrellus (Pipistrelle commune) (Schreber, 1774)              | Vaivaislepakko                                          | Autochtone                    | Aire de répartition de la Pipistrelle commune      | [ 52 ]              | Pipistrelle commune      |
| Pipistrellus pygmaeus (Pipistrelle pygmée) (Leach, 1825)                      | Kääpiölepakko                                           | Autochtone                    | Aire de répartition de la Pipistrelle pygmée       | [ 53 ]              | Pipistrelle pygmée       |
| Plecotus auritus (Oreillard roux) (Linnaeus, 1758)                            | Korvayökkö                                              | Autochtone                    | Aire de répartition de l'Oreillard roux            | [ 54 ]              | Oreillard roux           |
| Vespertilio murinus (Sérotine bicolore) Linnaeus, 1758                        | Kimolepakko                                             | Autochtone                    | Aire de répartition de la Sérotine bicolore        | [ 55 ]              | Sérotine bicolore        |

## Ordre:Cétacés

### Famille:Balænoptéridés
| Nom binominal, nom vulgaire et citation d'auteurs            | Nom vulgaire finnois (langue officielle de la Finlande) | Origine et statut en Finlande | Aire de répartition                        | Statut UICN mondial | Image            |
| ------------------------------------------------------------ | ------------------------------------------------------- | ----------------------------- | ------------------------------------------ | ------------------- | ---------------- |
| Balaenoptera acutorostrata (Baleine de Minke) Lacépède, 1804 | Lahtivalas                                              | Peut-être erratique,          | Aire de répartition de la Baleine de Minke | [ 57 ]              | Baleine de Minke |
| Megaptera novaeangliae (Baleine à bosse) (Borowski, 1781)    | Ryhävalas                                               | Erratique,                    | Aire de répartition de la Baleine à bosse  | [ 58 ]              | Baleine à bosse  |

### Famille:Delphinidés
| Nom binominal, nom vulgaire et citation d'auteurs                      | Nom vulgaire finnois (langue officielle de la Finlande) | Origine et statut en Finlande | Aire de répartition                                 | Statut UICN mondial | Image                        |
| ---------------------------------------------------------------------- | ------------------------------------------------------- | ----------------------------- | --------------------------------------------------- | ------------------- | ---------------------------- |
| Delphinus delphis (Dauphin commun à bec court) Linnaeus, 1758          | Delfiini                                                | Erratique                     | Aire de répartition du Dauphin commun à bec court   | [ 59 ]              | Dauphin commun à bec court   |
| Tursiops truncatus (Grand Dauphin commun) (Montagu, 1821)              | Pullokuonodelfiini                                      | Peut-être erratique           | Aire de répartition du Grand Dauphin commun         | [ 60 ]              | Grand Dauphin commun         |
| Lagenorhynchus albirostris (Lagénorhynque à rostre blanc) (Gray, 1846) | Valkokuonodelfiini                                      | Erratique                     | Aire de répartition du Lagénorhynque à rostre blanc | [ 61 ]              | Lagénorhynque à rostre blanc |

### Famille:Monodontidés
| Nom binominal, nom vulgaire et citation d'auteurs | Nom vulgaire finnois (langue officielle de la Finlande) | Origine et statut en Finlande | Aire de répartition            | Statut UICN mondial | Image   |
| ------------------------------------------------- | ------------------------------------------------------- | ----------------------------- | ------------------------------ | ------------------- | ------- |
| Delphinapterus leucas (Bélouga) (Pallas, 1776)    | Maitovalas                                              | Erratique                     | Aire de répartition du Bélouga | [ 62 ]              | Bélouga |

### Famille:Phocœnidés
| Nom binominal, nom vulgaire et citation d'auteurs    | Nom vulgaire finnois (langue officielle de la Finlande) | Origine et statut en Finlande | Aire de répartition                    | Statut UICN mondial | Image           |
| ---------------------------------------------------- | ------------------------------------------------------- | ----------------------------- | -------------------------------------- | ------------------- | --------------- |
| Phocoena phocoena (Marsouin commun) (Linnaeus, 1758) | Pyöriäinen                                              | Allochtone,                   | Aire de répartition du Marsouin commun | [ 64 ]              | Marsouin commun |

## Ordre:Artiodactyles

### Famille:Bovidés
| Nom binominal, nom vulgaire et citation d'auteurs | Nom vulgaire finnois (langue officielle de la Finlande) | Origine et statut en Finlande   | Aire de répartition                     | Statut UICN mondial | Image            |
| ------------------------------------------------- | ------------------------------------------------------- | ------------------------------- | --------------------------------------- | ------------------- | ---------------- |
| Bison bonasus (Bison d'Europe) (Linnaeus, 1758)   | Visentti                                                | Peut-être autochtone (Disparu), | Aire de répartition du Bison d'Europe   | [ 66 ]              | Bison d'Europe   |
| Ovis aries (Mouflon oriental) Linnaeus, 1758      | Mufloni                                                 | Allochtone (Introduit)          | Aire de répartition du Mouflon oriental | [ 68 ]              | Mouflon oriental |

### Famille:Cervidés
| Nom binominal, nom vulgaire et citation d'auteurs            | Nom vulgaire finnois (langue officielle de la Finlande) | Origine et statut en Finlande         | Aire de répartition                       | Statut UICN mondial | Image              |
| ------------------------------------------------------------ | ------------------------------------------------------- | ------------------------------------- | ----------------------------------------- | ------------------- | ------------------ |
| Alces alces (Élan) (Linnaeus, 1758)                          | Hirvi                                                   | Autochtone                            | Aire de répartition de l'Élan             | [ 69 ]              | Élan               |
| Capreolus capreolus (Chevreuil européen) (Linnaeus, 1758)    | Metsäkauris                                             | Allochtone (Recolonisateur),          | Aire de répartition du Chevreuil européen | [ 71 ]              | Chevreuil européen |
| Odocoileus virginianus (Cerf de Virginie) (Zimmermann, 1780) | Valkohäntäpeura                                         | Allochtone (Introduit)                | Aire de répartition du Cerf de Virginie   | [ 72 ]              | Cerf de Virginie   |
| Rangifer tarandus (Renne) (Linnaeus, 1758)                   | Peura                                                   | Autochtone (Recolonisateur),          | Aire de répartition du Renne              | [ 74 ]              | Renne              |
| Cervus nippon (Cerf sika) Temminck, 1838                     | Japaninhirvi                                            | Allochtone (Peut-être non acclimaté), | Illustration manquante                    | [ 76 ]              | Cerf sika          |
| Dama dama (Daim européen) (Linnaeus, 1758)                   | Kuusipeura                                              | Allochtone (Introduit)                | Aire de répartition du Daim européen      | [ 77 ]              | Daim européen      |

### Famille:Suidés
| Nom binominal, nom vulgaire et citation d'auteurs | Nom vulgaire finnois (langue officielle de la Finlande) | Origine et statut en Finlande | Aire de répartition                       | Statut UICN mondial | Image              |
| ------------------------------------------------- | ------------------------------------------------------- | ----------------------------- | ----------------------------------------- | ------------------- | ------------------ |
| Sus scrofa (Sanglier d'Eurasie) Linnaeus, 1758    | Villisika                                               | Allochtone (Recolonisateur)   | Aire de répartition du Sanglier d'Eurasie | [ 79 ]              | Sanglier d'Eurasie |

## Ordre:Carnivores

### Famille:Canidés
| Nom binominal, nom vulgaire et citation d'auteurs      | Nom vulgaire finnois (langue officielle de la Finlande) | Origine et statut en Finlande | Aire de répartition                   | Statut UICN mondial | Image          |
| ------------------------------------------------------ | ------------------------------------------------------- | ----------------------------- | ------------------------------------- | ------------------- | -------------- |
| Canis aureus (Chacal doré) Linnaeus, 1758              | Kultasakaali                                            | Erratique,                    |                                       | [ 82 ]              |                |
| Canis lupus (Loup gris) Linnaeus, 1758                 | Susi                                                    | Autochtone                    | Aire de répartition du Loup gris      | [ 83 ]              | Loup gris      |
| Nyctereutes procyonoides (Chien viverrin) (Gray, 1834) | Supikoira                                               | Allochtone,                   | Aire de répartition du Chien viverrin | [ 85 ]              | Chien viverrin |
| Vulpes lagopus (Renard polaire) Linnaeus, 1758         | Naali                                                   | Autochtone                    | Aire de répartition du Renard polaire | [ 86 ]              | Renard polaire |
| Vulpes vulpes (Renard roux) (Linnaeus, 1758)           | Kettu                                                   | Autochtone                    | Aire de répartition du Renard roux    | [ 87 ]              | Renard roux    |

### Famille:Ursidés
| Nom binominal, nom vulgaire et citation d'auteurs | Nom vulgaire finnois (langue officielle de la Finlande) | Origine et statut en Finlande | Aire de répartition                | Statut UICN mondial | Image     |
| ------------------------------------------------- | ------------------------------------------------------- | ----------------------------- | ---------------------------------- | ------------------- | --------- |
| Ursus arctos (Ours brun) Linnaeus, 1758           | Karhu                                                   | Autochtone                    | Aire de répartition de l'Ours brun | [ 88 ]              | Ours brun |

### Famille:Mustélidés
| Nom binominal, nom vulgaire et citation d'auteurs  | Nom vulgaire finnois (langue officielle de la Finlande) | Origine et statut en Finlande   | Aire de répartition                        | Statut UICN mondial | Image             |
| -------------------------------------------------- | ------------------------------------------------------- | ------------------------------- | ------------------------------------------ | ------------------- | ----------------- |
| Lutra lutra (Loutre commune) (Linnaeus, 1758)      | Saukko                                                  | Autochtone                      | Aire de répartition de la Loutre commune   | [ 89 ]              | Loutre commune    |
| Gulo gulo (Glouton) (Linnaeus, 1758)               | Ahma                                                    | Autochtone                      | Aire de répartition du Glouton             | [ 90 ]              | Glouton           |
| Martes martes (Martre des pins) (Linnaeus, 1758)   | Näätä                                                   | Autochtone                      | Aire de répartition de la Martre des pins  | [ 91 ]              | Martre des pins   |
| Martes zibellina (Zibeline) (Linnaeus, 1758)       | Soopeli                                                 | Peut-être autochtone (Disparu), | Aire de répartition de la Zibeline         | [ 92 ]              | Zibeline          |
| Meles meles (Blaireau européen) (Linnaeus, 1758)   | Mäyrä                                                   | Autochtone                      | Aire de répartition du Blaireau européen   | [ 94 ]              | Blaireau européen |
| Mustela lutreola (Vison d'Europe) (Linnaeus, 1761) | Vesikko                                                 | Autochtone (Disparu)            | Aire de répartition du Vison d'Europe      | [ 95 ]              | Vison d'Europe    |
| Mustela erminea (Hermine) Linnaeus, 1758           | Kärppä                                                  | Autochtone                      | Aire de répartition de l'Hermine           | [ 96 ]              | Hermine           |
| Mustela nivalis (Belette d'Europe) Linnaeus, 1766  | Lumikko                                                 | Autochtone                      | Aire de répartition de la Belette d'Europe | [ 97 ]              | Belette d'Europe  |
| Mustela putorius (Putois d'Europe) Linnaeus, 1758  | Hilleri                                                 | Autochtone                      | Aire de répartition du Putois d'Europe     | [ 98 ]              | Putois d'Europe   |
| Neovison vison (Vison d'Amérique) (Schreber, 1777) | Minkki                                                  | Allochtone (Introduit)          | Aire de répartition du Vison d'Amérique    | [ 99 ]              | Vison d'Amérique  |

### Famille:Odobénidés
| Nom binominal, nom vulgaire et citation d'auteurs | Nom vulgaire finnois (langue officielle de la Finlande) | Origine et statut en Finlande | Aire de répartition          | Statut UICN mondial | Image |
| ------------------------------------------------- | ------------------------------------------------------- | ----------------------------- | ---------------------------- | ------------------- | ----- |
| Odobenus rosmarus (Morse) (Linnaeus, 1758)        | Mursu                                                   | Erratique                     | Aire de répartition du Morse | [ 100 ]             | Morse |

### Famille:Phocidés
| Nom binominal, nom vulgaire et citation d'auteurs               | Nom vulgaire finnois (langue officielle de la Finlande) | Origine et statut en Finlande         | Aire de répartition                        | Statut UICN mondial | Image               |
| --------------------------------------------------------------- | ------------------------------------------------------- | ------------------------------------- | ------------------------------------------ | ------------------- | ------------------- |
| Halichoerus grypus (Phoque gris) (Fabricius, 1791)              | Halli                                                   | Allochtone                            | Aire de répartition du Phoque gris         | [ 101 ]             | Phoque gris         |
| Pagophilus groenlandicus (Phoque du Groenland) (Erxleben, 1777) | Grönlanninhylje                                         | Allochtone (Disparu, puis erratique), | Aire de répartition du Phoque du Groenland | [ 102 ]             | Phoque du Groenland |
| Phoca vitulina (Phoque veau marin) Linnaeus, 1758               | Kirjohylje                                              | Allochtone (Disparu),                 | Aire de répartition du Phoque veau marin   | [ 104 ]             | Phoque veau marin   |
| Pusa hispida (Phoque annelé) (Schreber, 1775)                   | Norppa                                                  | Allochtone                            | Aire de répartition du Phoque annelé       | [ 105 ]             | Phoque annelé       |

### Famille:Félidés
| Nom binominal, nom vulgaire et citation d'auteurs | Nom vulgaire finnois (langue officielle de la Finlande) | Origine et statut en Finlande | Aire de répartition                 | Statut UICN mondial | Image        |
| ------------------------------------------------- | ------------------------------------------------------- | ----------------------------- | ----------------------------------- | ------------------- | ------------ |
| Felis silvestris (Chat sauvage) Schreber, 1777    | Villikissa                                              | Allochtone (Introduit)        | Aire de répartition du Chat sauvage | [ 107 ]             | Chat sauvage |
| Lynx lynx (Lynx boréal) (Linnaeus, 1758)          | Ilves                                                   | Autochtone                    | Aire de répartition du Lynx boréal  | [ 108 ]             | Lynx boréal  |